# 日本国民権利擁護連盟
日本国民権利擁護連盟（にほんこくみんけんりようごれんめい）は、任侠系特殊株主で「民権新報」発行人だった、木本幸雄が代表の政治団体。福田拓泉が幹事長（城東支部長）を務めていた。

## 立候補歴
以下は判明分のみ。1970年頃から活動していた模様である。
- 1980年 第36回衆議院議員総選挙　旧東京都1区　木本幸雄　205票　落選　供託金没収
- 1983年 第37回衆議院議員総選挙　旧東京都1区　木本幸雄　445票　落選　供託金没収
- 1983年 東京都知事選挙　福田拓泉　2725票　落選　供託金没収
- 1986年 第38回衆議院議員総選挙　旧東京都1区　木本幸雄　704票　落選　供託金没収
- 1985年 東京都議会議員選挙　木本幸雄、福田拓泉、小林寿夫
- 同年 東京都千代田区長選挙　及川美千子　？票　落選

同区長選挙には福田拓泉も『北方領土返還推進連盟代表』の肩書で立候補し、落選している
- 1989年 第15回参議院議員通常選挙　比例代表区　木本幸雄　8,685票　落選　供託金没収

そのほか、確認団体として埼玉（友野昭男、武士和弘）・千葉（渡辺イネ、菊地津守）・東京（中田信晃、金井良雄、木村佳勝、広瀬富男）・神奈川（昆野弘志）の各選挙区に計9人の候補者を擁立したが、全員落選、供託金没収
- 1990年 第39回衆議院議員総選挙　旧東京都1区　木本幸雄　169票　落選　供託金没収
- 上記の他、神奈川県藤沢市長選挙にも、保革相乗りの現職の無投票当選阻止目的で及川が立候補した

## 主要政策
- 商法改正（特殊株主への利益供与行為禁止）絶対反対
- 政界浄化と、ヤミ将軍・田中角栄の打倒
- 消費税導入撤回
- サングラスを着用し、独特のダミ声で「有権者の諸君に警告しておく！」という出だしで始まる政見放送は、特殊株主の迫力を地で行くものであった。